# ريتشارد ك. بيتس
ريتشارد ك. بيتس (بالإنجليزية: Richard K. Betts)‏ هو عالم سياسة أمريكي، ولد في 15 أغسطس 1947.